# Mourad Marofit

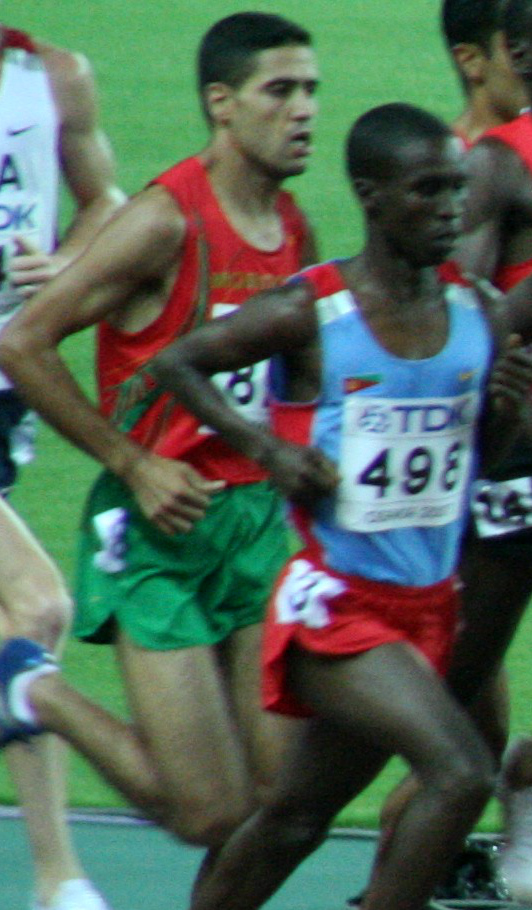
Mourad Marofit (links) bei den Weltmeisterschaften 2007

Mourad Marofit (* 26. Januar 1982 in Khémisset) ist ein marokkanischer Langstreckenläufer.
Bislang nahm er viermal an Crosslauf-Weltmeisterschaften teil, mit einem 33. Rang 2007 als bester Platzierung. 2006 und 2007 gewann er den Halbmarathonbewerb des Marrakesch-Marathons.
Bei den Leichtathletik-Weltmeisterschaften 2007 in Osaka schied er über 5000 m ebenso aus wie bei den Olympischen Spielen 2008 in Peking.
2008 wurde er Vierter beim Parelloop, und 2009 kam er bei den Halbmarathon-Weltmeisterschaften in Birmingham auf den 30. Platz. 2010 wurde er Siebter beim Marrakesch-Marathon, Zweiter bei der Corrida de Langueux und gewann den Grand Prix von Prag.

## Persönliche Bestzeiten
- 3000 m: 7:44,67 min, 17. Juli 2009, Paris
  - Halle: 7:48,29 min, 13. Februar 2009, Paris
- 5000 m: 13:02,84 min, 20. Juli 2008, Heusden-Zolder
- 10-km-Straßenlauf: 28:11 min, 6. April 2008, Brunssum
- Halbmarathon: 1:01:43 h, 29. Januar 2006, Marrakesch
- Marathon: 2:12:35 h, 31. Januar 2010, Marrakesch